# Гьоко Зайков
Гьоко Зайков (на македонска литературна норма: Ѓоко Зајков) е футболист от Северна Македония, който играе като защитник за Славия София.

## Кариера
Роден в Скопие в семейство, произхождащо от Удово. Зайков започва футболната си кариера със скопския футболен клуб Работнички. Зайков играе в юношеския отбор на Работнички до лятото на 2012 г., когато се появява за първи път в игра за първия отбор, който се състезава в Първа македонска футболна лига. Избран за най-добър защитник през тази година, на 17-годишна възраст.
На 23 юни 2014 г. той подписва с френския клуб Рен тригодишен договор. След първия си сезон във Франция, е даден под наем за една година в Шарлероа в Белгия. Впоследствие остава за постоянно с белгийците. През лятото на 2021 г. той преминава в Левски София. Там играе един полусезон и през началото на 2022 г. подписва с украинския Ворскла.  На 15 март 2022 г. подписва със Славия София до края на сезона.